# Llista de topònims de Sant Agustí de Lluçanès
Llista de topònims (noms propis de lloc) del municipi de Sant Agustí de Lluçanès, a Osona
Informació actualitzada per un bot. Els canvis manuals es perdran quan s'actualitzi!

## casa
| imatge | Nom                                         | Ubicat a                | instància de | Detalls                                  | coordenades                                                                                           | Protecció                                  | Commons (més fotos)                         | Dades a WD                    |
| ------ | ------------------------------------------- | ----------------------- | ------------ | ---------------------------------------- | --- | ------------------------------------------ | ------------------------------------------- | ----------------------------- |
|        | Cal Coima                                   | l'Alou                  | casa         | Estil: arquitectura popular 18th century | 42° 05′ 37″ N, 2° 07′ 52″ E / 42.093731°N,2.131101°E ca:C. de l'Alou, 4 847 msnm                      | bé integrant del patrimoni cultural català | Cal Coima                                   | Modifica les dades a Wikidata |
|        | Cal Ferrer                                  | l'Alou                  | casa         | Estil: arquitectura popular 18th century | 42° 05′ 41″ N, 2° 07′ 52″ E / 42.094657°N,2.130979°E ca:C. de l'Alou, 23-25 862 msnm                  | bé integrant del patrimoni cultural català | Cal Ferrer (Sant Agustí de Lluçanès)        | Modifica les dades a Wikidata |
|        | Cal Joan                                    | l'Alou                  | casa         | Estil: arquitectura popular 18th century | 42° 05′ 40″ N, 2° 07′ 52″ E / 42.094415°N,2.131128°E ca:C. de l'Alou, 18 855 msnm                     | bé integrant del patrimoni cultural català | Cal Joan (Sant Agustí de Lluçanès)          | Modifica les dades a Wikidata |
|        | Cal Llorenç                                 | l'Alou                  | casa         | Estil: arquitectura popular 18th century | 42° 05′ 42″ N, 2° 07′ 54″ E / 42.095117°N,2.131755°E ca:C. de l'Alou, 24 861 msnm                     | bé integrant del patrimoni cultural català | Cal Llorenç                                 | Modifica les dades a Wikidata |
|        | Cal Magre                                   | l'Alou                  | casa         | Estil: arquitectura popular 18th century | 42° 05′ 41″ N, 2° 07′ 51″ E / 42.094846°N,2.130904°E ca:C. de l'Alou, 27 859 msnm                     | bé integrant del patrimoni cultural català | Cal Magre (Sant Agustí de Lluçanès)         | Modifica les dades a Wikidata |
|        | Cal Massana                                 | l'Alou                  | casa         | Estil: arquitectura popular 18th century | 42° 05′ 38″ N, 2° 07′ 53″ E / 42.093805°N,2.131378°E ca:C. Sant Genís, 4 846 msnm                     | bé integrant del patrimoni cultural català | Cal Massana (Sant Agustí de Lluçanès)       | Modifica les dades a Wikidata |
|        | Cal Moles                                   | l'Alou                  | casa         | Estil: arquitectura popular 18th century | 42° 05′ 36″ N, 2° 07′ 51″ E / 42.093306°N,2.130925°E ca:C. de l'Alou, 2 - camí de Casademunt 846 msnm | bé integrant del patrimoni cultural català | Cal Moles                                   | Modifica les dades a Wikidata |
|        | Cal Pau                                     | l'Alou                  | casa         | Estil: arquitectura popular 18th century | 42° 05′ 40″ N, 2° 07′ 51″ E / 42.094423°N,2.130886°E ca:C. de l'Alou, 19 859 msnm                     | bé integrant del patrimoni cultural català | Cal Pau (Sant Agustí de Lluçanès)           | Modifica les dades a Wikidata |
|        | Cal Simon                                   | l'Alou                  | casa         | Estil: arquitectura popular 18th century | 42° 05′ 42″ N, 2° 07′ 49″ E / 42.095094°N,2.130308°E ca:C. de l'Alou, 29 855 msnm                     | bé integrant del patrimoni cultural català | Cal Simon (Sant Agustí de Lluçanès)         | Modifica les dades a Wikidata |
|        | Cal Verdaguer, Cal Carbonell i Ca l'Aliguer | l'Alou                  | casa         | Estil: arquitectura popular 18th century | 42° 05′ 37″ N, 2° 07′ 50″ E / 42.093745°N,2.130641°E ca:C. de l'Alou, 11-15 847 msnm                  | bé integrant del patrimoni cultural català | Cal Verdaguer, Cal Carbonell i Ca l'Aliguer | Modifica les dades a Wikidata |
|        | Cal Vigatà                                  | Sant Agustí de Lluçanès | casa         |                                          | 42° 05′ 40″ N, 2° 07′ 50″ E / 42.0943364129477°N,2.13065417784468°E                                   |                                            |                                             | Modifica les dades a Wikidata |
|        | Cal Vigatà i Can Poll                       | l'Alou                  | casa         | Estil: arquitectura popular 18th century | 42° 05′ 39″ N, 2° 07′ 52″ E / 42.094108°N,2.130987°E ca:C. de l'Alou, 10-12 850 msnm                  | bé integrant del patrimoni cultural català | Cal Vigatà i Can Poll                       | Modifica les dades a Wikidata |
|        | Can Peiró                                   | l'Alou                  | casa         | Estil: arquitectura popular 18th century | 42° 05′ 44″ N, 2° 07′ 55″ E / 42.095619°N,2.131837°E ca:C. de l'Alou, 26 865 msnm                     | bé integrant del patrimoni cultural català | Can Peiró                                   | Modifica les dades a Wikidata |
|        | Can Roca                                    | l'Alou                  | casa         | Estil: arquitectura popular 18th century | 42° 05′ 40″ N, 2° 07′ 50″ E / 42.09434°N,2.130657°E ca:C. de l'Alou, 17 855 msnm                      | bé integrant del patrimoni cultural català | Can Roca (Sant Agustí de Lluçanès)          | Modifica les dades a Wikidata |

## església
| imatge | Nom                                    | Ubicat a                | instància de      | Detalls                                  | coordenades | Protecció                                  | Commons (més fotos)                    | Dades a WD                    |
| ------ | -------------------------------------- | ----------------------- | ----------------- | ---------------------------------------- | --- | ------------------------------------------ | -------------------------------------- | ----------------------------- |
|        | Mare de Déu dels Dolors de Perenoguera | Sant Agustí de Lluçanès | església          | Estil: barroc 18th century               | 42° 03′ 54″ N, 2° 08′ 22″ E / 42.065108°N,2.139456°E ca:Ctra. Sant Boi - Santa Eulàlia Puigoriol, km 2 a 200 m 835 msnm | bé integrant del patrimoni cultural català | Mare de Déu dels Dolors de Perenoguera | Modifica les dades a Wikidata |
|        | Sant Genís de Pi                       | Sant Agustí de Lluçanès | església          | Estil: arquitectura popular 18th century | 42° 05′ 40″ N, 2° 08′ 16″ E / 42.094546°N,2.137741°E ca:A 300 m a llevant del veïnat de l'Alou 890 msnm                 | bé integrant del patrimoni cultural català | Sant Genís de Pi                       | Modifica les dades a Wikidata |
|        | Santuari de la Mare de Déu dels Munts  | Sant Agustí de Lluçanès | església santuari | 17th century                             | 42° 04′ 43″ N, 2° 09′ 08″ E / 42.078506°N,2.152235°E ca:Extrem est del terme municipal                                  | bé integrant del patrimoni cultural català | Mare de Déu dels Munts                 | Modifica les dades a Wikidata |
|        | església parroquial de Sant Agustí     | Sant Agustí de Lluçanès | església          | Estil: arquitectura popular              | 42° 05′ 06″ N, 2° 07′ 38″ E / 42.08488°N,2.1273°E ca:Sector central del terme municipal                                 | bé integrant del patrimoni cultural català | Església de Sant Agustí de Lluçanès    | Modifica les dades a Wikidata |

## font
| imatge | Nom                         | Ubicat a                | instància de | Detalls      | coordenades                                                                              | Protecció | Commons (més fotos) | Dades a WD                    |
| ------ | --------------------------- | ----------------------- | ------------ | ------------ | ---------------------------------------------------------------------------------------- | --------- | ------------------- | ----------------------------- |
|        | Font Canal                  | Sant Agustí de Lluçanès | font         |              | 42° 05′ 29″ N, 2° 07′ 58″ E / 42.09147°N,2.13289°E ca:Nucli urbà de l'Alou               |           |                     | Modifica les dades a Wikidata |
|        | font de Perenoguera         | Sant Agustí de Lluçanès | font         |              | 42° 03′ 59″ N, 2° 08′ 09″ E / 42.066297198244°N,2.1358524117513°E                        |           |                     | Modifica les dades a Wikidata |
|        | font de les Mosqueres       | Sant Agustí de Lluçanès | font         | 1864         | 42° 05′ 29″ N, 2° 07′ 41″ E / 42.09152°N,2.12804°E ca:Sector nord del terme municipal    |           |                     | Modifica les dades a Wikidata |
|        | font del Collet             | Sant Agustí de Lluçanès | font         |              | 42° 05′ 01″ N, 2° 08′ 14″ E / 42.08372°N,2.1371°E ca:Sector central del terme municipal  |           |                     | Modifica les dades a Wikidata |
|        | font del Francàs o del Grau | Sant Agustí de Lluçanès | font         |              | 42° 05′ 07″ N, 2° 07′ 38″ E / 42.08534°N,2.12722°E ca:Sector central del terme municipal |           |                     | Modifica les dades a Wikidata |
|        | font dels veïns             | Sant Agustí de Lluçanès | font         | 20th century | 42° 05′ 59″ N, 2° 07′ 36″ E / 42.09982°N,2.12661°E ca:Extrem nord del terme municipal    |           |                     | Modifica les dades a Wikidata |

## masia
| imatge | Nom                     | Ubicat a                | instància de | Detalls                                                                                   | coordenades | Protecció                                  | Commons (més fotos)                 | Dades a WD                    |
| ------ | ----------------------- | ----------------------- | ------------ | ----------------------------------------------------------------------------------------- | --- | ------------------------------------------ | ----------------------------------- | ----------------------------- |
|        | Ca l'Aliguer            | Sant Agustí de Lluçanès | masia        |                                                                                           | 42° 05′ 35″ N, 2° 07′ 50″ E / 42.092993954987°N,2.1305878663624°E                                                       |                                            |                                     | Modifica les dades a Wikidata |
|        | Ca n'Alou               | Sant Agustí de Lluçanès | masia        | Estil: arquitectura popular 18th century                                                  | 42° 05′ 47″ N, 2° 07′ 50″ E / 42.096302°N,2.130534°E ca:C. de l'Alou, 31 865 msnm                                       | bé integrant del patrimoni cultural català | Ca n'Alou (Sant Agustí de Lluçanès) | Modifica les dades a Wikidata |
|        | Cal Carbonell           | Sant Agustí de Lluçanès | masia        |                                                                                           | 42° 05′ 37″ N, 2° 07′ 50″ E / 42.0935248203503°N,2.13052015425911°E                                                     |                                            |                                     | Modifica les dades a Wikidata |
|        | Cal Cisquet             | Sant Agustí de Lluçanès | masia        | Estil: arquitectura popular                                                               | 42° 04′ 20″ N, 2° 07′ 12″ E / 42.072183°N,2.119911°E                                                                    | bé integrant del patrimoni cultural català |                                     | Modifica les dades a Wikidata |
|        | Cal Mariana             | Sant Agustí de Lluçanès | masia        |                                                                                           | 42° 05′ 37″ N, 2° 07′ 53″ E / 42.093602816605°N,2.13130508964141°E                                                      |                                            |                                     | Modifica les dades a Wikidata |
|        | Cal Verdeguer           | Sant Agustí de Lluçanès | masia        |                                                                                           | 42° 05′ 38″ N, 2° 07′ 51″ E / 42.0939410877615°N,2.13078050076325°E                                                     |                                            |                                     | Modifica les dades a Wikidata |
|        | Can Bardolet            | Sant Agustí de Lluçanès | masia        | Estil: arquitectura popular                                                               | 42° 05′ 35″ N, 2° 08′ 21″ E / 42.092963°N,2.139189°E                                                                    | bé integrant del patrimoni cultural català |                                     | Modifica les dades a Wikidata |
|        | Can Coll                | Sant Agustí de Lluçanès | masia        | 19th century                                                                              | 42° 04′ 22″ N, 2° 07′ 45″ E / 42.0728177234494°N,2.12915882855983°E ca:Sector central del terme municipal.              |                                            |                                     | Modifica les dades a Wikidata |
|        | Can Coma                | Sant Agustí de Lluçanès | masia        | Estil: arquitectura popular 18th century                                                  | 42° 04′ 37″ N, 2° 07′ 35″ E / 42.07705°N,2.126287°E ca:Sector central del terme municipal 876 msnm                      | bé integrant del patrimoni cultural català | Can Coma (Sant Agustí de Lluçanès)  | Modifica les dades a Wikidata |
|        | Can Jaques              | Sant Agustí de Lluçanès | masia        | Estil: arquitectura popular 18th century                                                  | 42° 04′ 27″ N, 2° 07′ 23″ E / 42.074261°N,2.123086°E ca:Sector sud-oest del terme municipal 864 msnm                    | bé integrant del patrimoni cultural català | Can Jaques                          | Modifica les dades a Wikidata |
|        | Casacuberta             | Sant Agustí de Lluçanès | masia        | Estil: arquitectura popular                                                               | 42° 04′ 25″ N, 2° 08′ 03″ E / 42.07367°N,2.134191°E                                                                     | bé integrant del patrimoni cultural català |                                     | Modifica les dades a Wikidata |
|        | Casademunt del Pi       | Sant Agustí de Lluçanès | masia        | Estil: arquitectura popular                                                               | 42° 05′ 43″ N, 2° 08′ 33″ E / 42.095293°N,2.142374°E                                                                    | bé integrant del patrimoni cultural català |                                     | Modifica les dades a Wikidata |
|        | Casanova del Francàs    | Sant Agustí de Lluçanès | masia        | 1942                                                                                      | 42° 05′ 07″ N, 2° 07′ 39″ E / 42.08537°N,2.12756°E ca:Sector central del terme municipal                                |                                            |                                     | Modifica les dades a Wikidata |
|        | Comermada               | Sant Agustí de Lluçanès | masia        | Estil: arquitectura popular                                                               | 42° 05′ 15″ N, 2° 06′ 39″ E / 42.087585°N,2.110727°E                                                                    | bé integrant del patrimoni cultural català |                                     | Modifica les dades a Wikidata |
|        | Font Ranó               | Sant Agustí de Lluçanès | masia        | Estil: arquitectura popular 18th century                                                  | 42° 05′ 20″ N, 2° 08′ 53″ E / 42.088779°N,2.148133°E ca:Sector est del terme municipal 792 msnm                         | bé integrant del patrimoni cultural català | Font Ranó                           | Modifica les dades a Wikidata |
|        | Fontcendra              | Sant Agustí de Lluçanès | masia        | 19th century                                                                              | 42° 03′ 44″ N, 2° 07′ 52″ E / 42.0621139795712°N,2.13099720299748°E ca:Sector sud del terme municipal                   |                                            |                                     | Modifica les dades a Wikidata |
|        | Hostal del Vilar        | Sant Agustí de Lluçanès | masia        | Estil: arquitectura popular 18th century                                                  | 42° 04′ 40″ N, 2° 07′ 50″ E / 42.077731°N,2.130497°E ca:Trencant dels Munts 887 msnm                                    | bé integrant del patrimoni cultural català | Hostal del Vilar                    | Modifica les dades a Wikidata |
|        | Margenet                | Sant Agustí de Lluçanès | masia        |                                                                                           | 42° 04′ 20″ N, 2° 07′ 11″ E / 42.072133974828°N,2.11981187771612°E 865 msnm                                             |                                            |                                     | Modifica les dades a Wikidata |
|        | Perenoguera             | Sant Agustí de Lluçanès | masia        | Estil: arquitectura gòtica arquitectura del Renaixement arquitectura popular 16th century | 42° 03′ 54″ N, 2° 08′ 23″ E / 42.065137°N,2.139601°E ca:Ctra. Sant Boi - Santa Eulàlia Puigoriol, km 2 a 200 m 835 msnm | bé integrant del patrimoni cultural català | Perenoguera                         | Modifica les dades a Wikidata |
|        | Torrents                | Sant Agustí de Lluçanès | masia        | Estil: arquitectura popular                                                               | 42° 05′ 42″ N, 2° 07′ 16″ E / 42.09497°N,2.12112°E ca:Sector nord-oest del terme municipal                              | bé integrant del patrimoni cultural català |                                     | Modifica les dades a Wikidata |
|        | Vinyes Grosses          | Sant Agustí de Lluçanès | masia        | Estil: arquitectura popular                                                               | 42° 04′ 46″ N, 2° 06′ 41″ E / 42.07935°N,2.111446°E                                                                     | bé integrant del patrimoni cultural català |                                     | Modifica les dades a Wikidata |
|        | Xalet Ventós            | Sant Agustí de Lluçanès | masia        |                                                                                           | 42° 04′ 29″ N, 2° 07′ 23″ E / 42.074770090959°N,2.12297896798461°E                                                      |                                            |                                     | Modifica les dades a Wikidata |
|        | el Collet               | Sant Agustí de Lluçanès | masia        | Estil: arquitectura popular 18th century                                                  | 42° 05′ 02″ N, 2° 08′ 11″ E / 42.08381°N,2.136399°E ca:Ctra. de Sant Quirze, km 8,2, l'Alou 845 msnm                    | bé integrant del patrimoni cultural català | El Collet (Sant Agustí de Lluçanès) | Modifica les dades a Wikidata |
|        | el Francàs              | Sant Agustí de Lluçanès | masia        | 18th century                                                                              | 42° 05′ 09″ N, 2° 07′ 39″ E / 42.08578°N,2.12739°E ca:Sector central del terme municipal                                |                                            |                                     | Modifica les dades a Wikidata |
|        | el Grau                 | Sant Agustí de Lluçanès | masia        | Estil: arquitectura popular 18th century                                                  | 42° 05′ 08″ N, 2° 07′ 37″ E / 42.085422°N,2.12685°E ca:Sector central del terme municipal 817 msnm                      | bé integrant del patrimoni cultural català | El Grau (Sant Agustí de Lluçanès)   | Modifica les dades a Wikidata |
|        | el Prat                 | Sant Agustí de Lluçanès | masia        | Estil: arquitectura popular                                                               | 42° 04′ 07″ N, 2° 07′ 47″ E / 42.068683°N,2.129738°E ca:Sector sud del terme municipal                                  | bé integrant del patrimoni cultural català |                                     | Modifica les dades a Wikidata |
|        | el Salt del Llop        | Sant Agustí de Lluçanès | masia        | Estil: arquitectura popular                                                               | 42° 04′ 19″ N, 2° 07′ 18″ E / 42.07208°N,2.121702°E ca:Sector sud-oest del terme municipal                              | bé integrant del patrimoni cultural català |                                     | Modifica les dades a Wikidata |
|        | l'Oliver                | Sant Agustí de Lluçanès | masia        | Estil: arquitectura popular                                                               | 42° 03′ 55″ N, 2° 08′ 27″ E / 42.065262°N,2.140748°E ca:Sector sud del terme municipal 835 msnm                         | bé integrant del patrimoni cultural català | L'Oliver                            | Modifica les dades a Wikidata |
|        | la Casa Nova dels Munts | Sant Agustí de Lluçanès | masia        |                                                                                           | 42° 04′ 34″ N, 2° 09′ 07″ E / 42.0760227888264°N,2.15184229911291°E                                                     |                                            |                                     | Modifica les dades a Wikidata |
|        | la Corona               | Sant Agustí de Lluçanès | masia        | Estil: arquitectura popular                                                               | 42° 04′ 10″ N, 2° 08′ 01″ E / 42.069324°N,2.133573°E ca:Sector sud del terme municipal                                  | bé integrant del patrimoni cultural català |                                     | Modifica les dades a Wikidata |

## molí d'aigua
| imatge | Nom                 | Ubicat a                | instància de | Detalls                                  | coordenades                                                                          | Protecció                                  | Commons (més fotos) | Dades a WD                    |
| ------ | ------------------- | ----------------------- | ------------ | ---------------------------------------- | ------------------------------------------------------------------------------------ | ------------------------------------------ | ------------------- | ----------------------------- |
|        | Molí de Perenoguera | Sant Agustí de Lluçanès | molí d'aigua | Estil: arquitectura popular 17th century | 42° 03′ 35″ N, 2° 08′ 17″ E / 42.05975°N,2.13808°E ca:Sector sud del terme municipal | bé integrant del patrimoni cultural català |                     | Modifica les dades a Wikidata |
|        | Molí del Ramadà     | Sant Agustí de Lluçanès | molí d'aigua | Estil: arquitectura popular              | 42° 05′ 40″ N, 2° 06′ 38″ E / 42.09433°N,2.11069°E                                   | bé integrant del patrimoni cultural català |                     | Modifica les dades a Wikidata |

## serra
| imatge | Nom                     | Ubicat a                                     | instància de | Detalls | coordenades                                                        | Protecció | Commons (més fotos) | Dades a WD                    |
| ------ | ----------------------- | -------------------------------------------- | ------------ | ------- | ------------------------------------------------------------------ | --------- | ------------------- | ----------------------------- |
|        | Serrat de la Pinassa    | Sant Agustí de Lluçanès Sant Boi de Lluçanès | serra        |         | 42° 04′ 17″ N, 2° 09′ 10″ E / 42.07126111°N,2.15271472°E 1023 msnm |           |                     | Modifica les dades a Wikidata |
|        | Serrat de les Cabrasses | Perafita Sant Agustí de Lluçanès Lluçà       | serra        |         | 42° 05′ 05″ N, 2° 06′ 22″ E / 42.08471583°N,2.10609444°E 891 msnm  |           |                     | Modifica les dades a Wikidata |
|        | Serrat de les Ginestes  | Sant Agustí de Lluçanès                      | serra        |         | 42° 05′ 24″ N, 2° 08′ 18″ E / 42.090058°N,2.13845°E 922 msnm       |           |                     | Modifica les dades a Wikidata |

## Misc
| imatge | Nom                     | Ubicat a                                                                                                | instància de                                                                   | Detalls                                   | coordenades                                                                                               | Protecció                                            | Commons (més fotos)                        | Dades a WD                    |
| ------ | ----------------------- | --- | ------------------------------------------------------------------------------ | ----------------------------------------- | --- | ---------------------------------------------------- | ------------------------------------------ | ----------------------------- |
|        | Casa de la Vila         | Sant Agustí de Lluçanès                                                                                 | casa consistorial                                                              | Estil: arquitectura popular 18th century  | 42° 05′ 38″ N, 2° 07′ 51″ E / 42.093783°N,2.130858°E ca:C. de l'Alou, 6 847 msnm                          | bé integrant del patrimoni cultural català           | Casa de la Vila de Sant Agustí de Lluçanès | Modifica les dades a Wikidata |
|        | Castell de Freixenet    | Sant Agustí de Lluçanès                                                                                 | castell                                                                        | Estil: arquitectura popular Estat: ruïnós | 42° 05′ 53″ N, 2° 07′ 00″ E / 42.098012°N,2.116539°E                                                      | bé d'interès cultural bé cultural d'interès nacional |                                            | Modifica les dades a Wikidata |
|        | Els Munts               | Sant Agustí de Lluçanès                                                                                 | vèrtex geodèsic                                                                | Alt: 1.2m                                 | 42° 04′ 43″ N, 2° 09′ 11″ E / 42.078676°N,2.153138°E ca:Sector est del terme municipal 1058.244 msnm      |                                                      |                                            | Modifica les dades a Wikidata |
|        | Fita ramadera de l'Alou | Sant Agustí de Lluçanès                                                                                 | fita                                                                           |                                           | 42° 05′ 34″ N, 2° 07′ 51″ E / 42.09282°N,2.13082°E ca:Nucli urbà de l'Alou                                |                                                      |                                            | Modifica les dades a Wikidata |
|        | Safareig públic         | Sant Agustí de Lluçanès                                                                                 | safareig                                                                       | 1937                                      | 42° 05′ 31″ N, 2° 07′ 54″ E / 42.09198°N,2.1317°E ca:Sector nord del terme municipal                      |                                                      |                                            | Modifica les dades a Wikidata |
|        | Sant Agustí de Lluçanès | Sant Agustí de Lluçanès                                                                                 | entitat singular de població capital municipal ens local històric de Catalunya | 108 hab                                   | 42° 05′ 05″ N, 2° 07′ 39″ E / 42.08481721°N,2.12753816°E 814 msnm                                         |                                                      |                                            | Modifica les dades a Wikidata |
|        | Vinyes Petites          | Sant Agustí de Lluçanès                                                                                 | edifici                                                                        | Estil: arquitectura popular               | 42° 04′ 40″ N, 2° 07′ 19″ E / 42.07776°N,2.1219°E                                                         | bé integrant del patrimoni cultural català           |                                            | Modifica les dades a Wikidata |
|        | els Munts               | Sant Agustí de Lluçanès Sora                                                                            | muntanya                                                                       |                                           | 42° 04′ 43″ N, 2° 09′ 12″ E / 42.0787263425°N,2.15328121534°E ca:Sector est del terme municipal 1057 msnm |                                                      | Els Munts (Sant Agustí de Lluçanès)        | Modifica les dades a Wikidata |
|        | l'Alou                  | Sant Agustí de Lluçanès                                                                                 | nucli de població                                                              |                                           | 42° 05′ 38″ N, 2° 07′ 51″ E / 42.093812°N,2.130967°E ca:Sector nord del terme municipal                   |                                                      |                                            | Modifica les dades a Wikidata |
|        | la Casilla              | Sant Agustí de Lluçanès                                                                                 | cabana                                                                         |                                           | 42° 05′ 15″ N, 2° 08′ 21″ E / 42.0873928515704°N,2.13906769739966°E                                       |                                                      |                                            | Modifica les dades a Wikidata |
|        | riera de Sorreigs       | Sant Agustí de Lluçanès Sant Boi de Lluçanès Sobremunt Santa Cecília de Voltregà les Masies de Voltregà | curs d'aigua                                                                   | Desemboca: Ter                            | 42° 04′ 18″ N, 2° 07′ 26″ E / 42.071592°N,2.123775°E 41° 59′ 40″ N, 2° 14′ 56″ E / 41.994419°N,2.248757°E |                                                      | Riera de Sorreigs                          | Modifica les dades a Wikidata |